# أسيس (لاعب كرة قدم)
أسيس (بالبرتغالية: Benedito de Assis Silva‏) هو لاعب كرة قدم برازيلي في مركز الهجوم، ولد في 12 نوفمبر 1952 في ساو باولو في البرازيل، وتوفي في 6 يوليو 2014 في كوريتيبا في البرازيل بسبب متلازمة الاختلال العضوي المتعدد. شارك مع منتخب البرازيل لكرة القدم. أما مع النوادي، فقد لعب مع أتلتيكو باراناينسي ونادي إنترناسيونال ونادي بارانا ونادي ساو باولو ونادي فلومينينسي.